# Jean Hubeau
Jean Hubeau   (París, 22 de juny de 1917 - París, 19 d'agost de 1992) va ser un pianista, compositor i pedagog francès conegut especialment pels seus enregistraments de Gabriel Fauré, Robert Schumann i Paul Dukas, que són reconeguts com a versions de referència.
Va ingressar a l'edat de nou anys al Conservatori Nacional Superior de Música i de Dansa de París. Va estudiar composició amb Paul Dukas, piano amb Lazare Lévy, harmonia amb Jean Gallon i contrapunt amb Noël Gallon. Va rebre els primers premis en piano i en harmonia el 1930 als 13 anys. Va guanyar el primer premi per a acompanyants amb 14 anys, i el 1934 va rebre el segon Prix de Roma amb la seva cantata La llegenda de Roukmani (el primer premi va ser atorgat a Eugène Bozza). L'any següent, va ser homenatjat per Louis Diémer.
Amb Henry Merckel, Hubeau va fer un enregistrament molt elogiat de la sonata de violí K454 de Mozart el 1941. El 1941, quan Claude Delvincourt va ser nomenat director del Conservatori, Hubeau va ser nomenat a la plaça que va deixar Delvincourt al capdavant de l'Acadèmia de Música de Versalles. A més, va exercir el càrrec de professor de música de cambra del Conservatori de París de 1957 a 1982, on va formar a molts estudiants com Jacques Rouvier, Géry Moutier, Michel Dalberto, Jean-Yves Thibaudet, Olivier Charlier, Roland Daugareil, Cécilia Tsan i Sonia Wieder-Atherton.
Landormy va descriure l'estil compositiu de Hubeau com un llenguatge senzill, sense intenció revolucionària, però que mostrava una frescor de la invenció evident en el material temàtic, el ritme i l'ús de timbres.

## Composicions
- La llegenda de Roukmani, cantata (1934)
- Concerto Héroique per a piano i orquestra
- Concert per a violí i orquestra en major (1939)
- Concert per a violoncel i orquestra en A menor (també reducció per a violoncel i piano)
- Tableaux hindous, for orchestra (1935)
- La Fiancée du Diable, ballet
- Trois Fables de La Fontaine, ballet
- Un coeur de diamant o l'Infante, ballet
- Sonata per a trompeta cromàtica i piano (1943)
- Sonata de violí
- Rondes pastorals i balades
- Sonatina Humoresca per a trompa, flauta, clarinet i piano
- Huit Rondeaux et Ballades de François Villon
- Variacions de piano.[3]

## Discografia
- Trompeta i piano amb Maurice André
- Gabriel Fauré - Obres completes per a piano sol
- Gabriel Fauré - Elegie Op.24, Sonates per a violoncel No.1 Op.109 i núm . 2 Op.117 (Paul Tortelier, violoncel)
- Claude Debussy - Sonata per a violoncel (Paul Tortelier, violoncel)
- Camille Saint-Saëns - Obres per a violí i piano (Olivier Charlier, violí)
- Georges Onslow - Grand Sextet, op. 77b i Grand Septet, op. 79
- Paul Dukas - Obres per a piano
- Jean Hubeau - Quatre Rondels de François Villon, Mario Hacquard i Claude Collet.